# Antechinus bellus
El antequino gamuza (Antechinus bellus) es una especie de marsupial dasiuromorfo de la familia Dasyuridae que habita al sur del río Aligator en el Territorio del Norte (Australia).